# Battaglia di Seven Oaks
La battaglia di Seven Oaks ebbe luogo il 19 luglio 1816 nel corso delle lunghe dispute che videro contrapporsi la Compagnia della Baia di Hudson e la Compagnia del Nord-Ovest per la supremazia nel commercio e nelle forniture (soprattutto pellicce di animali selvatici) del Canada Occidentale.
In conseguenza alla carestia del 1814 il governatore della Colonia di Red River Miles Macdonell proibì l'esportazione delle produzioni alimentari. Queste ed altre restrizioni vennero mal digerite dalla popolazione dei Métis e dalla Compagnia del Nord-Ovest (NWC). I Métis non riconoscevano l'autorità della Colonia di Red River e dipendevano fortemente dal commercio con i coloni, mentre la NWC temeva il rafforzarsi del monopolio della Compagnia della Baia di Hudson sull'area.
Nel 1815 un clima sempre più nervoso e incandescente portò alle dimissioni del governatore Macdonell e all'elezione di Robert Semple.
Nel 1816 un gruppo di Métis guidati da Guthbert Grant s'impossessò di alcuni rifornimenti della Compagnia della Baia di Hudson, ed erano decisi a commercializzarli con componenti della Compagnia del Nord Ovest presso Fort Bas-de-la-Rivière sul Lago Winnipeg. Furono intercettati dal governatore Semple, partito a capo di ventiquattro uomini armati da Fort Douglas, in un luogo chiamato Seven Oaks.

Un colpo di fucile raggiunse uno degli uomini di Semple ad una gamba e in un attimo infuriò una battaglia. Nel volgere di pochi minuti venti uomini caddero a terra morti fra i quali il governatore Semple. Fra le file dei Métis si contò una sola vittima.

Grant inviò un prigioniero a Fort Dauglas chiedendo la capitolazione della colonia, che fu immediata.
Fu l'inizio di una guerra totale fra le due compagnie che terminò definitivamente con la fusione della Compagnia del Nord-Ovest con quella della Baia di Hudson.